# Rogacjoniści
Zgromadzenie Księży Rogacjonistów Serca Jezusowego (RCJ - łac.Congregatio Rogationistarum a Corde Iesu), popularna nazwa Rogacjoniści) - wspólnota kapłanów i braci zakonnych założona w końcu XIX wieku przez św. Hannibala Marię Di Francia

## Cele i zadania
Zgromadzenie Księży Rogacjonistów swoją misję w Kościele opiera na ewangelicznych słowach Jezusa: "Żniwo wprawdzie wielkie, ale robotników mało; proście (ROGATE) więc pana żniwa, żeby wyprawił robotników na swoje żniwo" (Mt 9, 37 - 38; Łk 10, 2). Szczególną opiekę modlitewną zakon obdarza przyszłych kapłanów i zakonników. Swoją działalnością misjonarską zakon pragnie objąć wszystkie sieroty i wszystkich biednych świata. Codziennie członkowie zakonu biorą udział w nabożeństwach do Najświętszego Serca Jezusa i Maryi, św. Józefa i świętych Apostołów, aby obdarzyli Kościół wybitnymi i świętymi kapłanami. Rogacjoniści oprócz trzech podstawowych ślubów zakonnych: posłuszeństwa, ubóstwa i czystości, składają czwarty ślub - ślub rogate, czyli nieustannej modlitwy o powołania.